# Teufelstisch (Igensdorf)

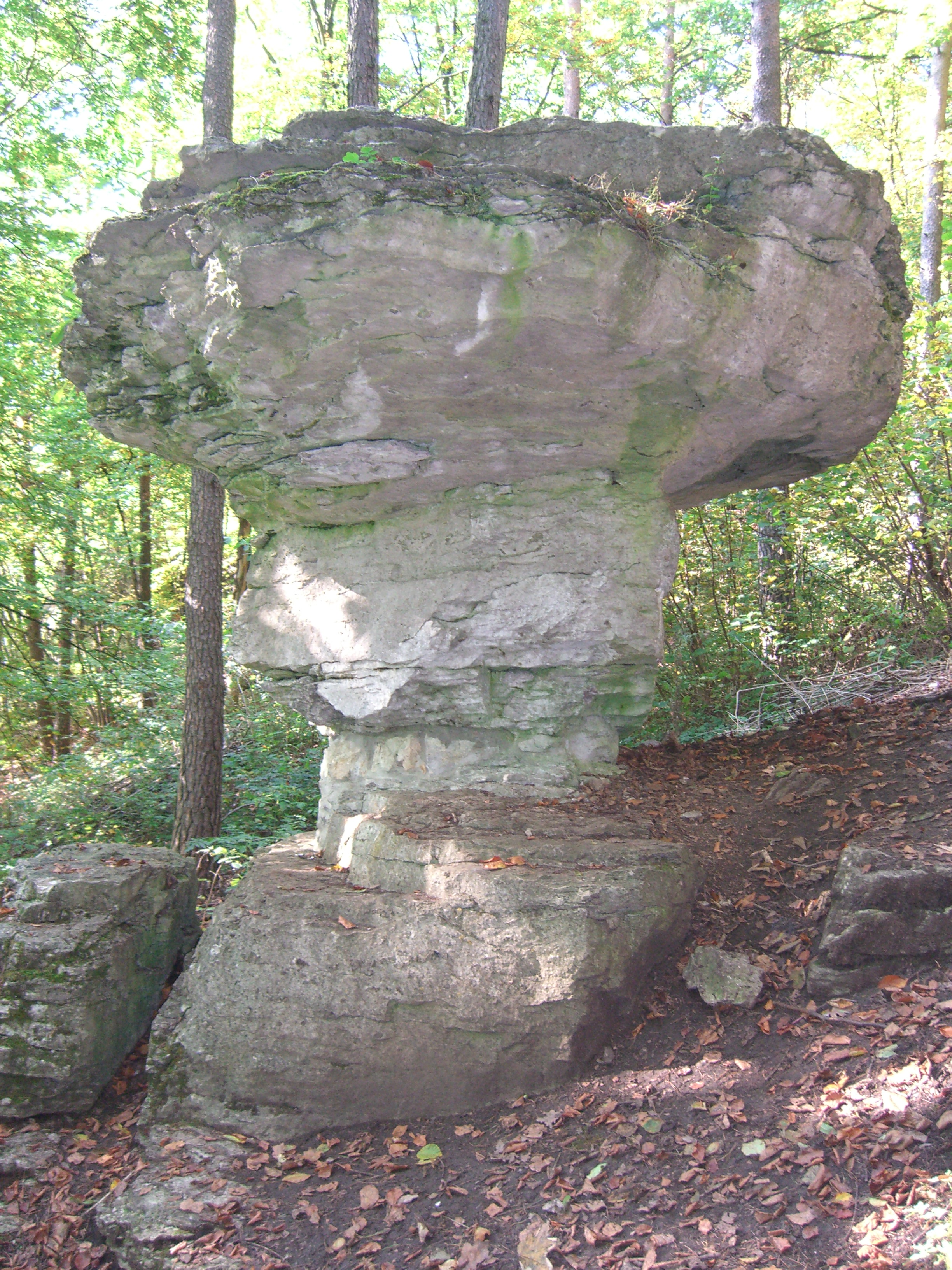
Der Igensdorfer Teufelstisch

Dieser Teufelstisch ist ein Pilzfelsen, der auf dem Eberhardsberg in der Gemeinde Igensdorf im bayerischen Landkreis Forchheim steht. Es ist eine Felsformation, welche von ihrer Form her an einen Tisch erinnert. Zu dem Felsen führen zahlreiche Wanderwege und in Jahreszeiten ohne Belaubung kann man von dort oben in Richtung Weißenohe und Eckental schauen.
Der Legende nach hat ein Mönch des benachbarten Klosters Weißenohe oben auf dem Berg Feuer und Schwefel gesehen. Als er oben angekommen war, sah er den Teufel auf dem Tische sitzen und musste dann mit ihm um sein Leben spielen.
Der Felsen ist als Naturdenkmal (ND-04516) ausgewiesen.